# Journal of Personality and Social Psychology
Journal of Personality and Social Psychology (abgrégé en J. Pers. Soc. Psychol.) est une revue scientifique mensuelle américaine. Éditée par l'American Psychological Association, elle est spécialisée dans la psychologie sociale et l'étude de la personnalité. La revue publie des comptes-rendus de recherches empiriques, et, dans des proportions moindres, des études méthodologiques et théoriques. Chaque numéro est composé de trois sections : Attitudes and Social Cognition, Interpersonal Relations and Group et Personality Processes and Individual Differences.
D'après le Journal Citation Reports, le facteur d'impact de ce journal était de 5,035 en 2008. Les directeurs de publication sont Charles M. Judd (Université du  Colorado à Boulder, États-Unis), Jeffry A. Simpson (Université du Minnesota, États-Unis) et Laura A. King (Université du Missouri, États-Unis).